# Peter Gnass
 (août 2016).
Si vous disposez d'ouvrages ou d'articles de référence ou si vous connaissez des sites web de qualité traitant du thème abordé ici, merci de compléter l'article en donnant les références utiles à sa vérifiabilité et en les liant à la section « Notes et références ».
Peter Gnass est un graveur, photographe et sculpteur québécois né le 20 mars 1936 à Rostock en Allemagne.

## Biographie
Peter Gnass étudie à l’Académie des beaux-arts Lerchenfeld de Hambourg, jusqu’au moment où il immigre au Canada, en 1957, pour poursuivre ses études à l’École des beaux-arts de Montréal. En 1965, la Galerie XII du Musée des beaux-arts de Montréal organise sa première exposition individuelle d’importance. À cette époque, Gnass s’intéresse surtout à la gravure mais, dès l’année suivante, il commence à privilégier la sculpture ; il participe au Symposium d’Alma et devient président de l’Association des sculpteurs du Québec. Jusqu’en 1975, il utilise les métaux, la résine et le plexiglas, et produira les séries intitulées Lumenstructure et Topolog. Les œuvres de Gnass sont alors exposées dans plusieurs lieux dont le Musée d'art contemporain de Montréal, le Musée national des beaux-arts du Québec, le Musée d’art moderne de la Ville de Paris, l’Université du Vermont aux États-Unis, Anvers en Belgique (la IIe Biennale de Middelheim), Milan en Italie (Palazzo della Permanente) et Bâle en Suisse (le Salon Art 3’72). C’est aussi pendant cette période qu’il devient professeur au Département des arts visuels de l’Université d’Ottawa (jusqu’en 1995).
Peter Gnass expose ses premières œuvres de la série Progression en 1976 à Montréal (Musée des beaux-arts de Montréal et Galerie Gilles Corbeil), ainsi qu’à Québec (Galerie Jolliet). Il réalise aussi, pour le Musée d’art contemporain de Montréal, une sculpture éphémère composée de tubes d’aluminium et de néons, intitulée Progressions : l’installation est imposante et occupe toute la salle du musée. Dès 1978, le public découvre les premières œuvres de la série des Projections, dont Key West, Fla., U.S.A. (collection du Musée d’art contemporain de Montréal). Gnass séjournera ensuite à Paris après avoir obtenu, en 1980, le Studio du Québec à la Cité internationale des arts. Avec ses Projections, qui deviennent rapidement connues en France, il obtient le Prix de la sculpture au XXVe Salon de Montrouge, ainsi que le Prix Adam et le Prix Daum au XXXIIe Salon de la jeune sculpture à Paris. Les Projections seront aussi exposées en Belgique (Bruxelles) et dans divers musées et galeries au Canada. En 1984, l'artiste commence une nouvelle série d’œuvres sur le thème de la guerre (on en retrouve quelques-unes dans la collection du Musée des Beaux-arts de Montréal).

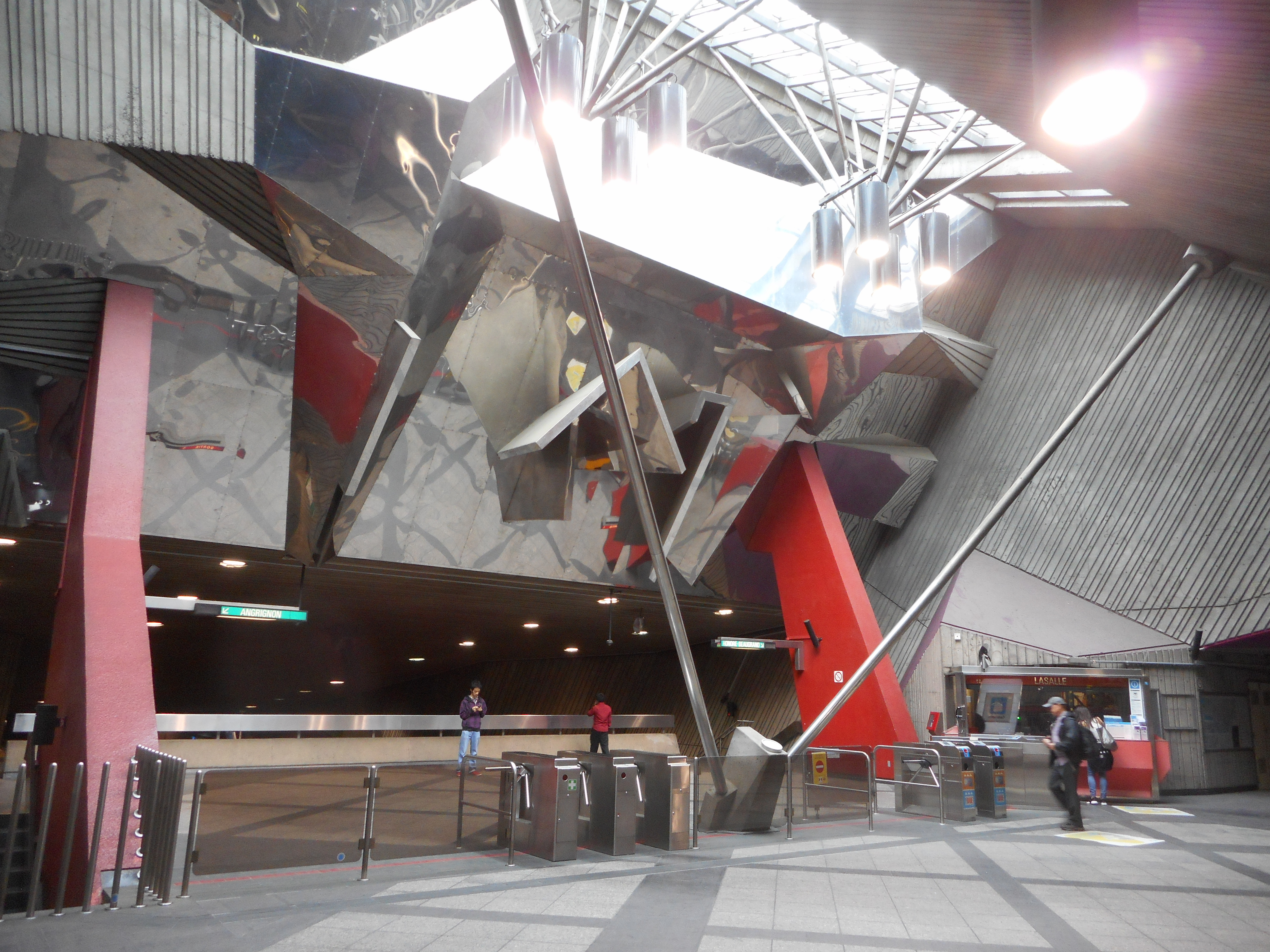
Murale, station LaSalle.

C'est en 1978 qu'il créera une gigantesque murale en acier inoxydable à la station LaSalle du métro de Montréal. L'œuvre s'intègre à l'architecture du lieu et l'artiste se sert du puits de lumière pour y créer des reflets inusités.
De 1990 à 2000, Peter Gnass réalisera des installations dont les thèmes se rattachent davantage aux voyages en mer : pendant cette période, il fera d’ailleurs trois traversées de l’Atlantique sur le voilier qu’il a construit. En 2001, Gnass amorce la production d’une série d’œuvres, composées de photographies et de dessins, qui se présentent comme une synthèse des Progressions et des Projections : par exemple, les œuvres Atelier Barjols et Step it up. Peu après, en 2004 et 2005, la Galerie de l'UQAM et le Musée régional de Rimouski organisent une exposition rétrospective de son travail, pour laquelle l’artiste réalise deux installations de grandes dimensions (intitulées C for Cut), toujours dans la série des Projections.
On trouve des œuvres de ces deux séries de Peter Gnass dans diverses collections publiques ou corporatives canadiennes, dont le Musée d'art contemporain de Montréal, le Musée national des beaux-arts du Québec, le Musée des beaux-arts de Montréal, la Banque d’œuvres d’art du Canada, le Musée d’art de Joliette, le Musée d’art contemporain des Laurentides, la Collection Loto-Québec, la collection d’œuvres d’art de la Ville de Montréal, la Galerie de l'UQAM et le Musée régional de Rimouski.
Peter Gnass figure maintenant dans le dictionnaire de la sculpture québécoise du XXe siècle.